# الغارية الغربية
الغارية الغربية إحدى قرى مدينة درعا تقع إلى الشمال الشرقي من محافظة درعا في سوريا على طريق دمشق - درعا الاوتستراد الدولي، والقرية تاريخية فيها الكثير من الأثار الرومانية، توجد فيها سهول خضراء ومزارع بأنواعها، يعتمد عدد من سكانها على الزراعة بجانب الأعمال التجارية. تعتبر قرية الغارية الغربية من القرى ذات الكثافة السكانية المتوسطة حيث يبلغ عدد سكانها قرابة 15 ألف نسمة،
تشتهر البلدة بزراعة أشجار الزيتون إذ يغطي أكثر من 50% من مساحة القرية.
تتميز البلدة بطبيعة خلابة جداًوتشتهر بسهولها الخضراء الواسعة والتي تشكل 75% من مساحة البلدة يعيش السكان بالرخاء والعيش المرفه ويوجد في البلدة العوائل الكبيرة مثل: أبوجيش أول من سكن في الغارية الغربية الغبيط - آل العوير - آل مشمش القيسي  التركماني الكواملة الرباعي- آل الزعبي - آل الحريري. وغيرها من العائلات.

## التسمية
يختلف الاجداد باقوالهم بسبب تسمية الغارية الغربية لوجود قرية ملاصقة للبلدة تسمى الغارية الشرقية بحيث لا يوجد معنى موثق لسبب التسمية بعضهم يذكر ان سبب التسمية لوجود شجرة غار كبيرة وبعضهم يذكر ان هذا الاسم لأول من سكن القرية وتشتهر الغارية الغربية مثل باقي قرى حوران بتنوع وكثافة زراعاتها مع زيادة بزراعة الزيتون عدد كبير من أهل الغارية الغربية مغتربون في العديد من الدول العربية خصوصا دول الخليج.

## المساجد
توجد 6 مساجد في البلدة وهي: المسجد الكبير يقع في الحي الأوسط (مسجد ابو بكر الصديق) وهو أقدم مسجد في البلدة ويعتبر من معالمها يتسع لحوالي 1000 مصلي يمتلأ عن آخره في المناسبات الدينية (عيد الفطر - عيدالاضحى) - مسجد يقع في الحي الشمالي (مسجد عمر بن الخطاب) له مأذنتان *توقف بناؤه بسبب الاحتجاجات السورية 2011 - المسجد الشرقي يسمى باسم مسجد المشامشة نسبةً إلى آل مشمش (مسجد أسامة بن زيد) - المسجد الغربي (مسجد علي بن أبي طالب) - مسجد يقع في الحي الجنوبي (مسجد عثمان بن عفان) - مسجد بجانب وادي الذهب، والبلدة كلها من المسلمين.

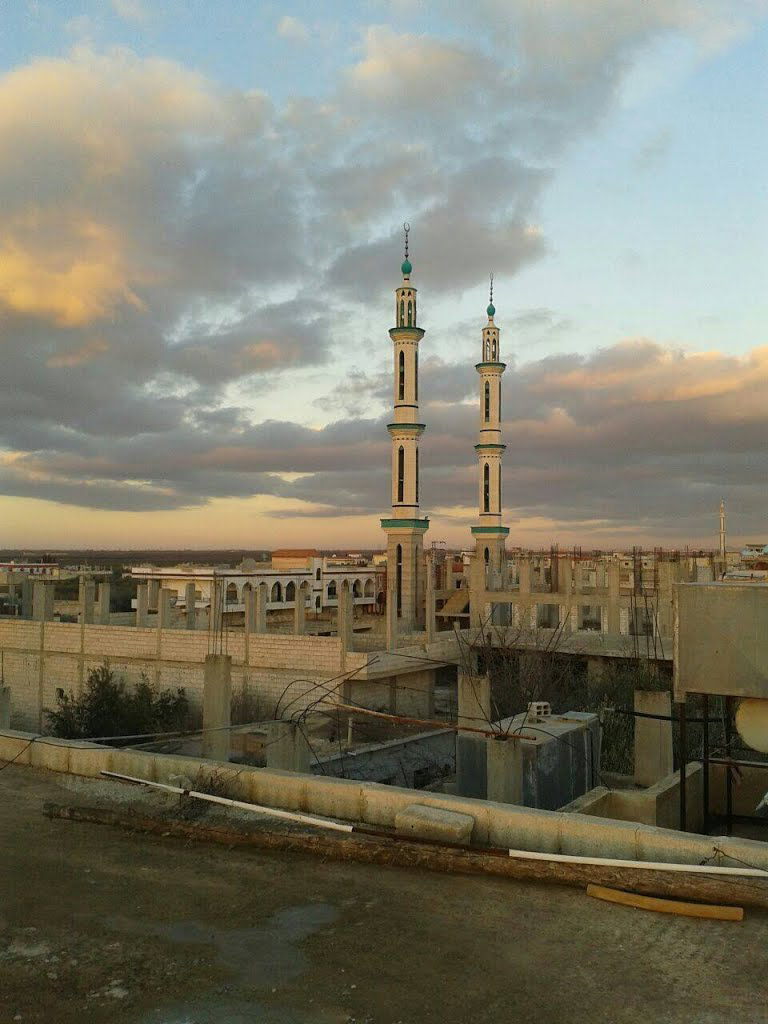
مسجد عمر بن الخطاب

## الخدمات
يوجد في البلدة الخدمات الأساسية من ماء وكهرباء وغاز لكن لايوجد كثير من المراكز الرسمية سوى البلدية ومستوصف لمعالجة المرضى بالمجان وإعطاء اللقاح للأطفال ومن ناحية الطب فيوجد بالبلدة العديد من العيادات الطبية والصيدليات التي تتوفر فيها كافة أنواع الأدوية وبثمن زهيد.

## التعليم
تتوافر المدارس بكثرة في الغارية الغربية بالنسبة إلى مساحتها وعدد سكانها وهناك اهتمام من ناحية الناس بالعلم والتعليم، تقسم المدارس في البلدة إلى قسمين المدارس الثانوية مثل:{ثانوية الشهيد حسن الفروان - المدرسة الشرقية} ومدارس ابتدائية مثل:{مدرسة سعيد - مدرسة الصادق - مدرسة حمدي - مدرسة عبد لله - مدرسة الزعيم - مدرسة فرحان }

## الموقع الجغرافي
تقع القرية على طريق دمشق درعا (الاوتستراد) يحدها من الجنوب مدينة صيدا ومن الشمال مدينة خربة غزالة ومن الشرق الغارية الشرقية وأما من الجهة الغربية ترتبط بأراضيها مع بلدة عتمان وبلدة النعيمة بحيث ان الجهة الغربية للقرية تضم النسبة الكبرى من الأراضي التي يملكها أهل القرية ويطلق على هذه الأراضي (المشور)...
- صور لقرية الغارية الغربية.
- خريطة الغارية الغربية.

## الحرف والأعمال
يعمل معظم سكان البلدة بالزراعة وتربية الحيوان مثل:
(البقر - الأغنام - الدجاج - الاوز وغيرها...) | من الزراعات التي تشتهر فيها البلدة:(الحمص - القمح - الشعير - الجلبانة - الكرسنّة - العدس | والخضار مثل:(الكوسا - الخيار - البندورة - الباذنجان - الليمون) | والفواكه مثل:(البطيخ الأحمر والأصفر - الرمان - التين - العنب - قثاء),
فيما يعتمد اغلب سكان البلدة على العمل في دول الخليج (الإمارات العربية المتحدة - المملكة العربية السعودية - دولة قطر - الكويت...)، وتعد دول الخليج مصدر الرزق الأساسي الذي يعتمد عليه السكان في البلدة خاصة ومحافظة درعا وسوريا عامة نظراً لقلة العمل.
في الشهور من أكتوبر إلى شهر ديسمبر هو موسم قطع الزيتون حيث يذهب اهالي البلدة لقطف الزيتون لغرض عصره والحصول على الزيت لبيعه أو للأكل منه وتحقق البلدة الاكتفاء الذاتي من زيت الزيتون.

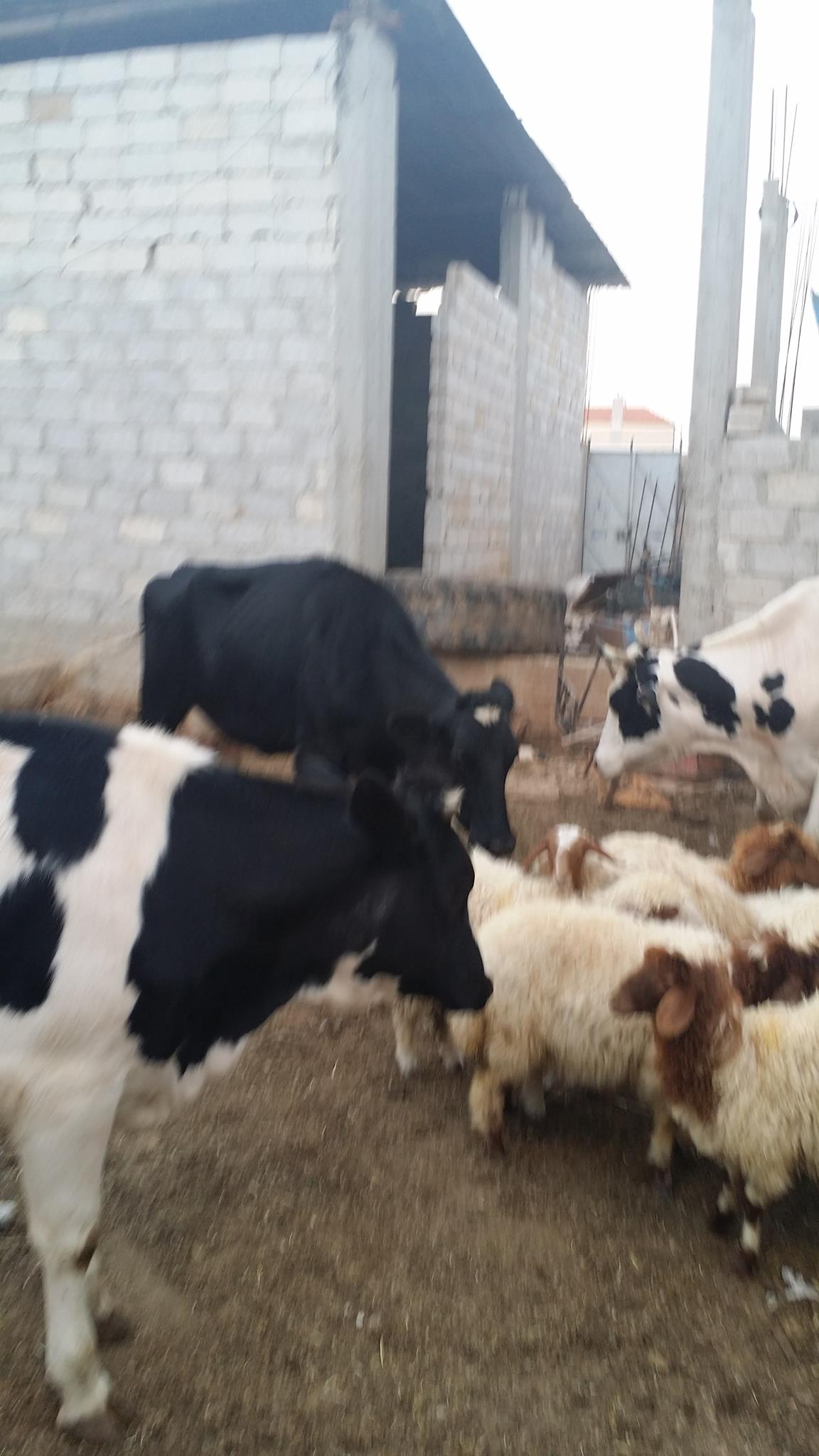
حظيرة للأغنام والأبقار في البلدة

## معرض الصور

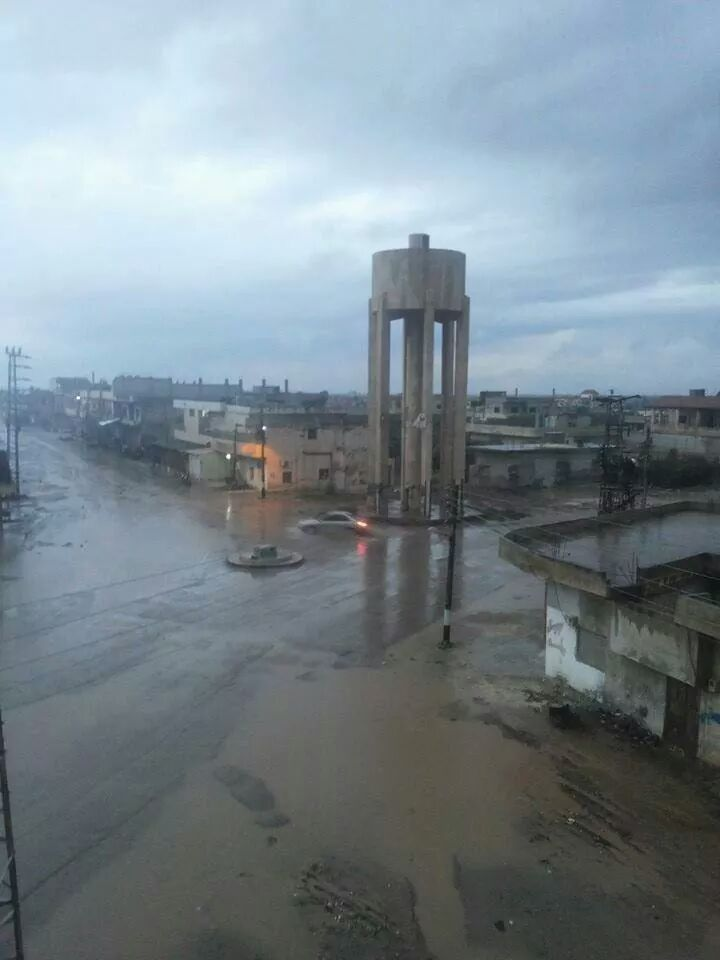
المثلث ودوار الغارية الغربية
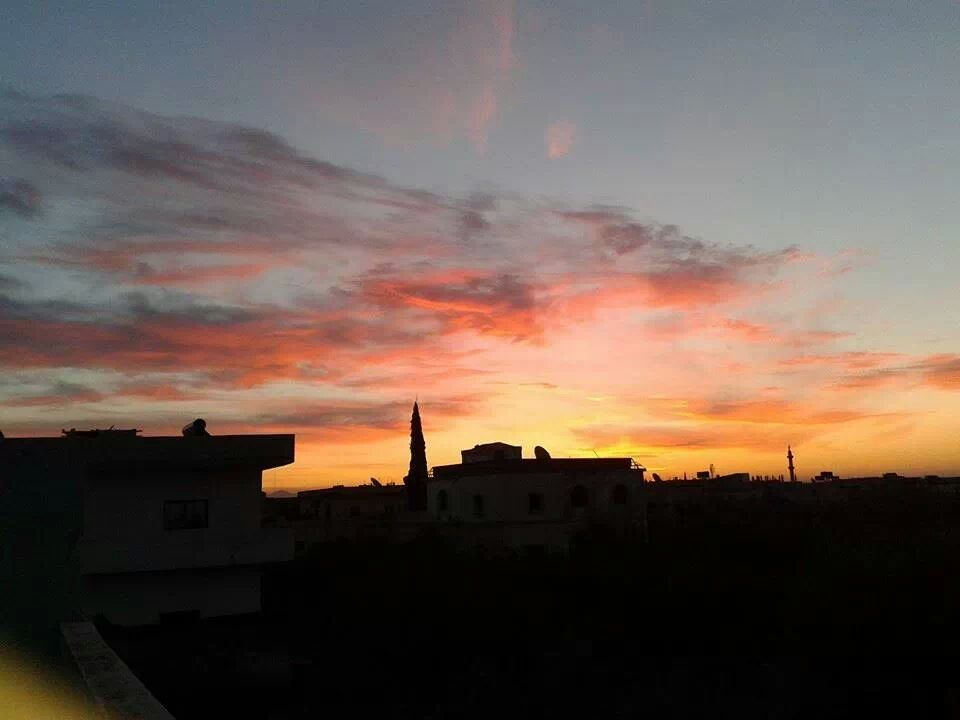
الغروب في البلدة
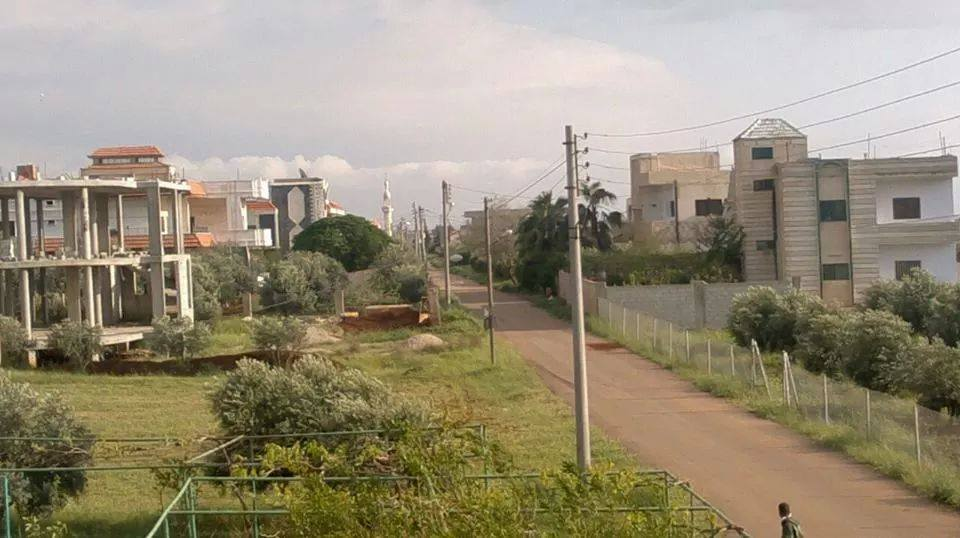
الحي الغربي
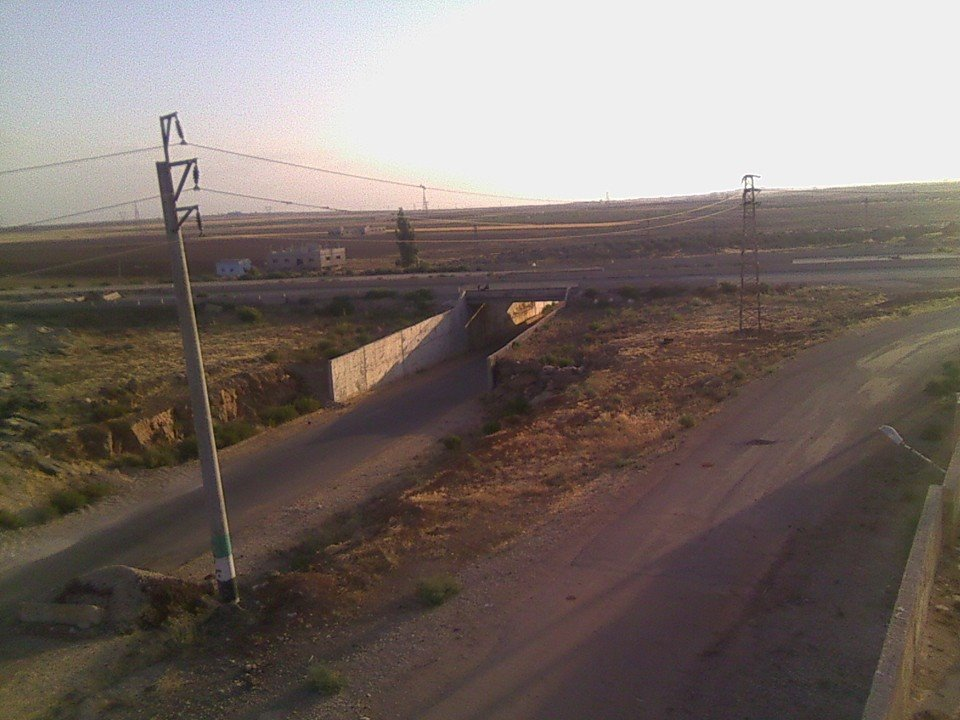
جسر الغارية الغربية
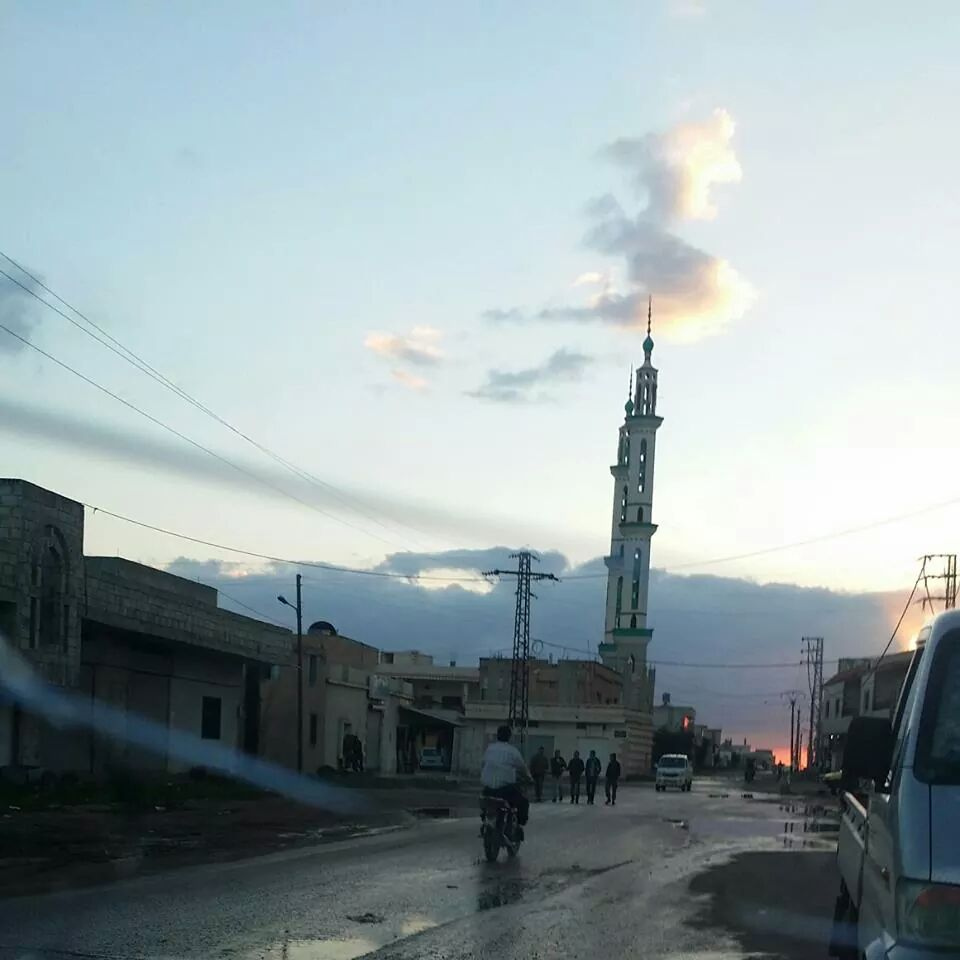
الحي الشمالي للبلدة
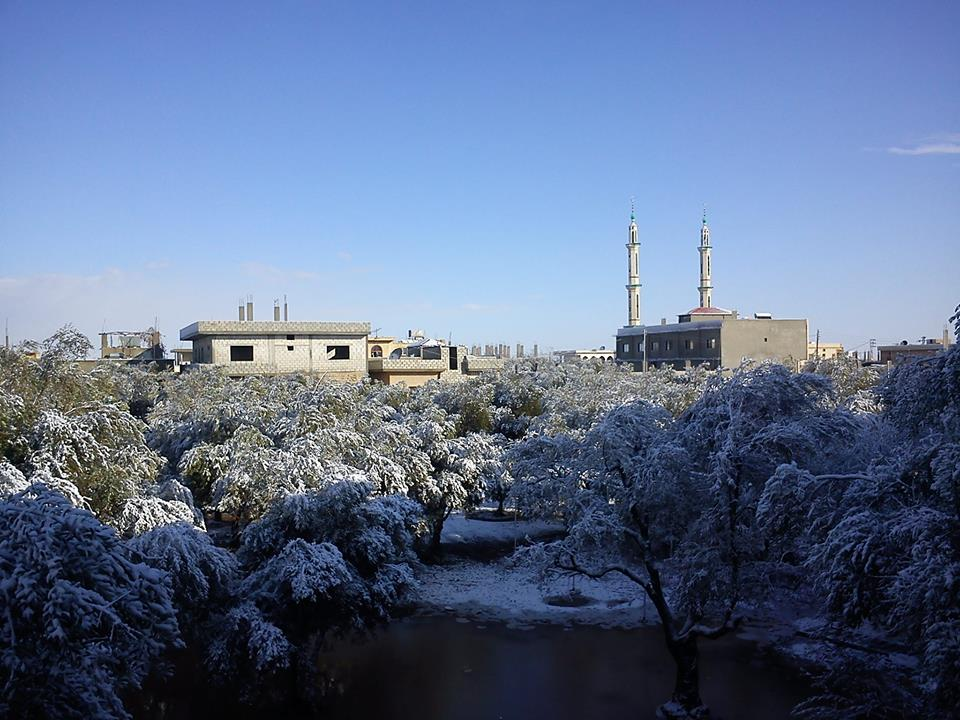
منظر للثلج عام 2012
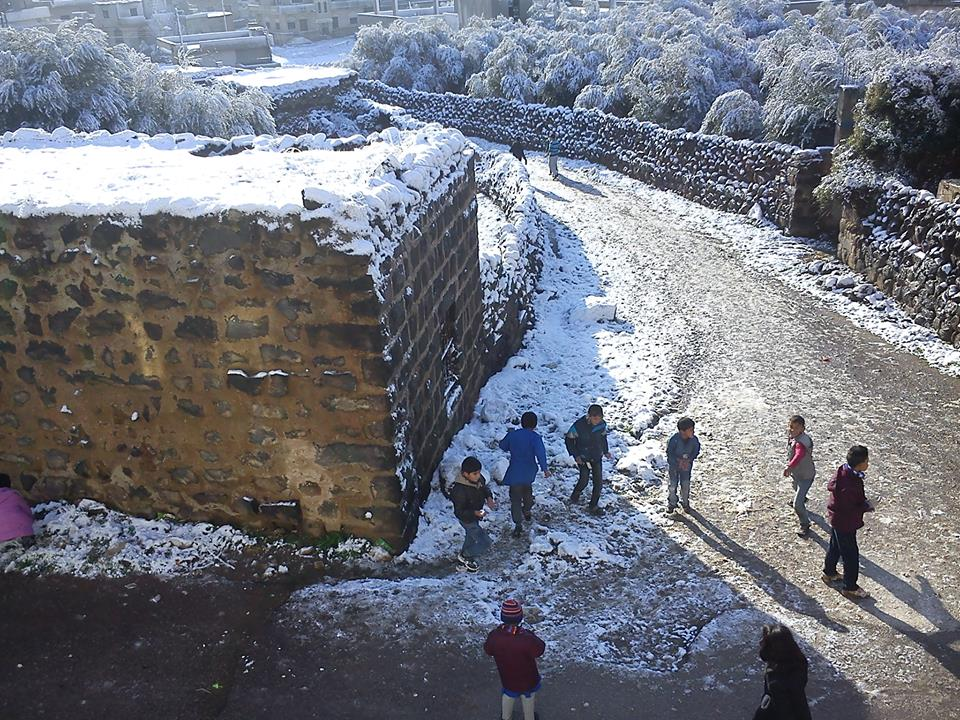
الثلوج عام 2012
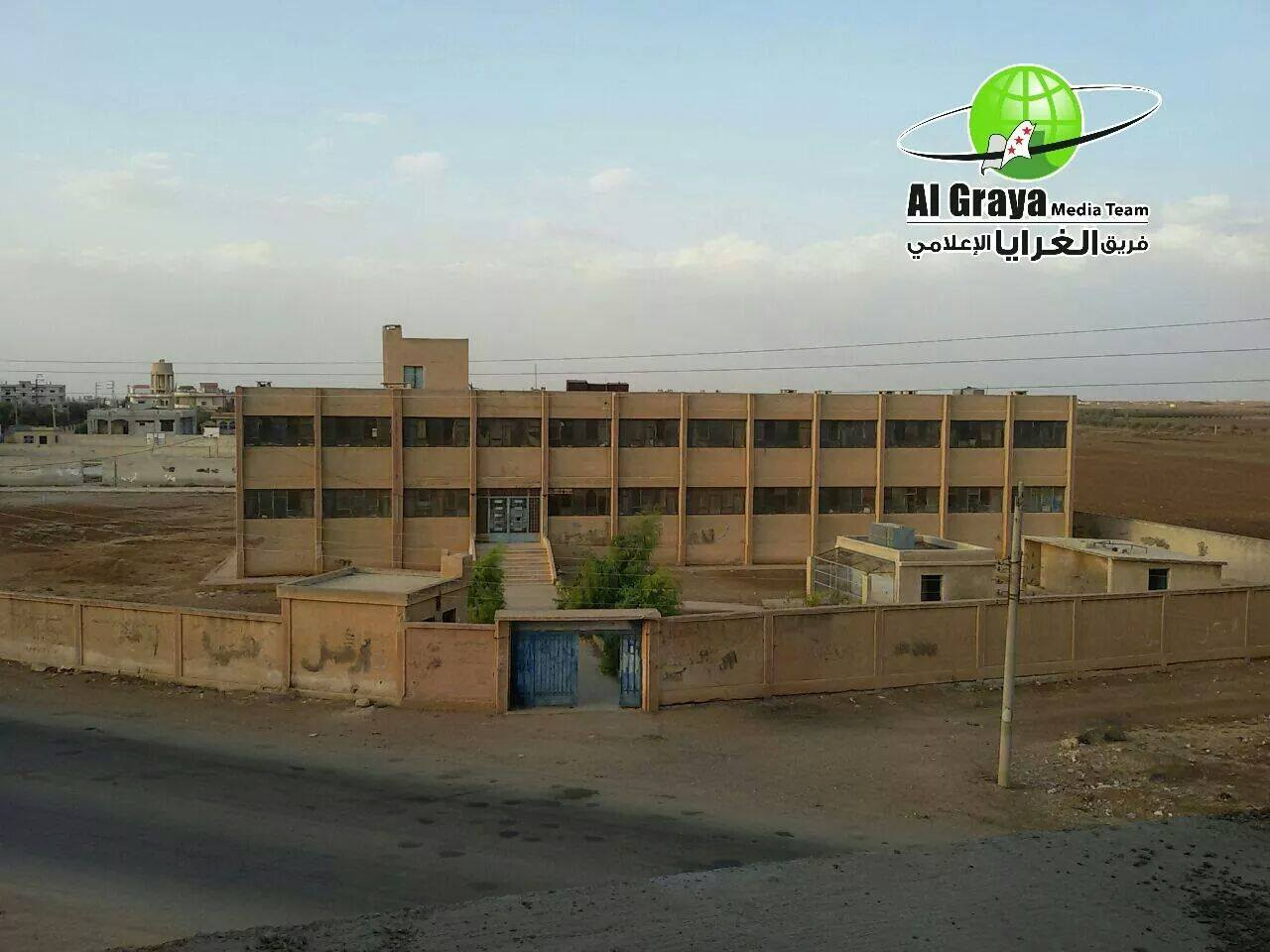
المدرسة الشرقية
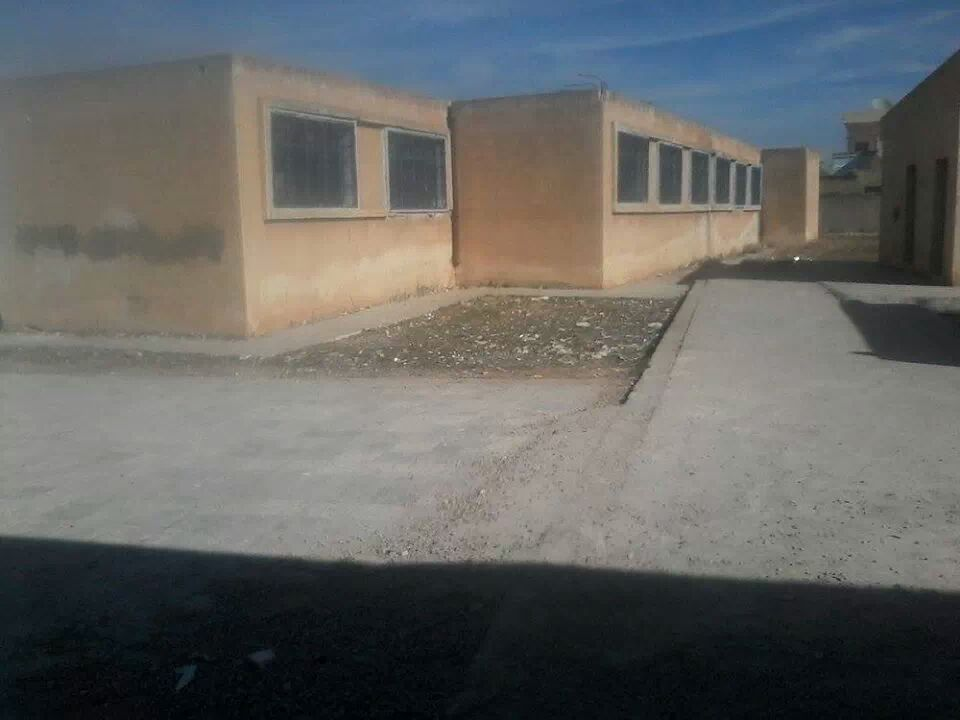
ملحق مدرسة الشهيد حسن الفروان
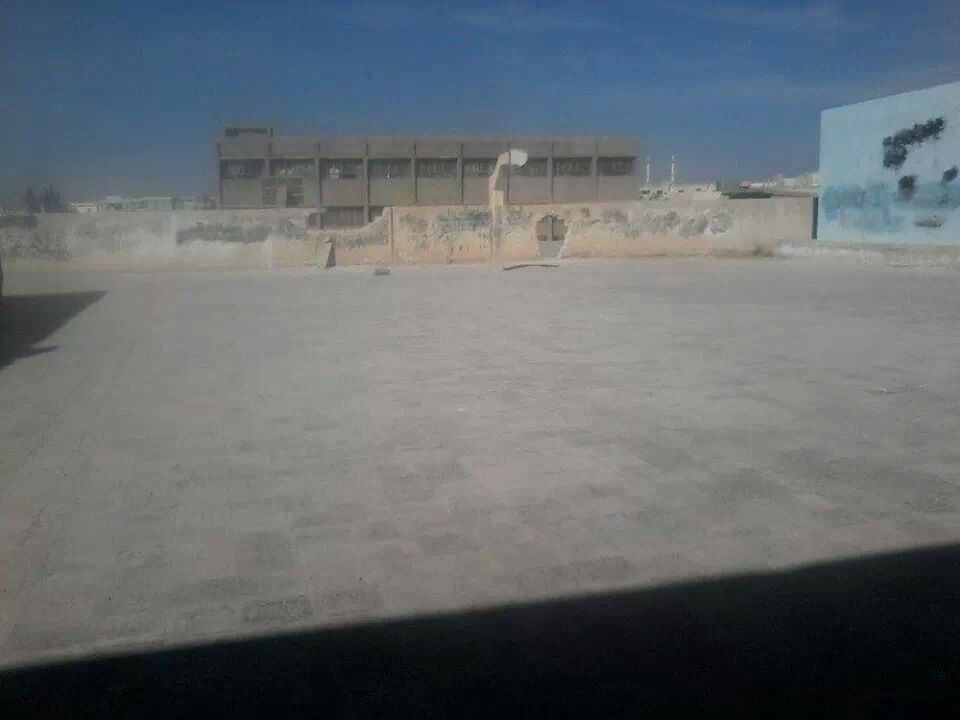
مدرسة الشهيد حسن الفروان
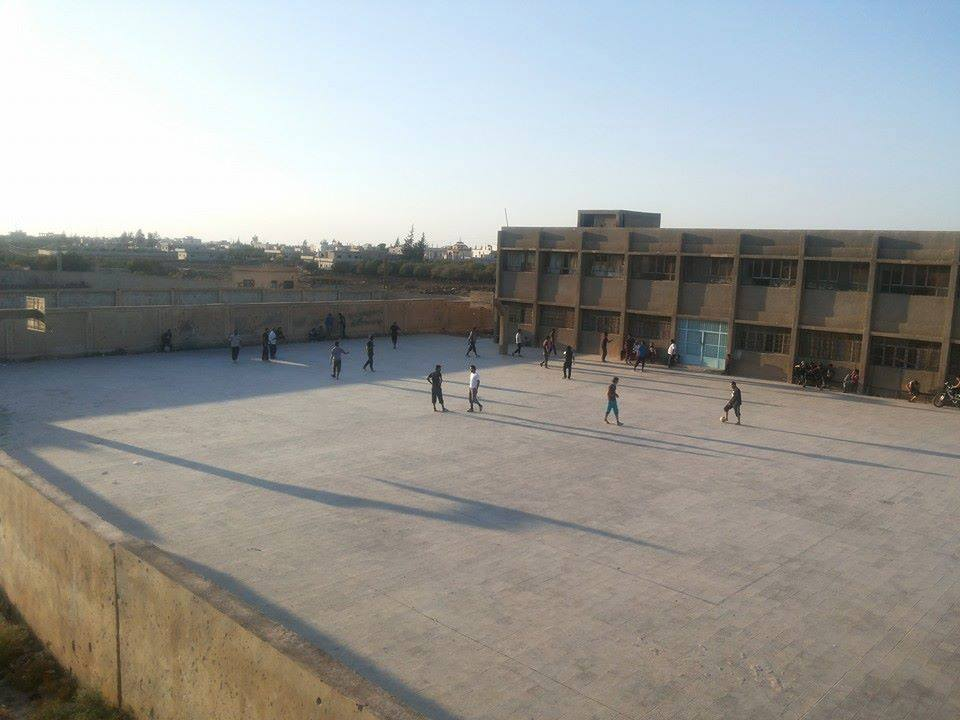
مدرسة حمدي
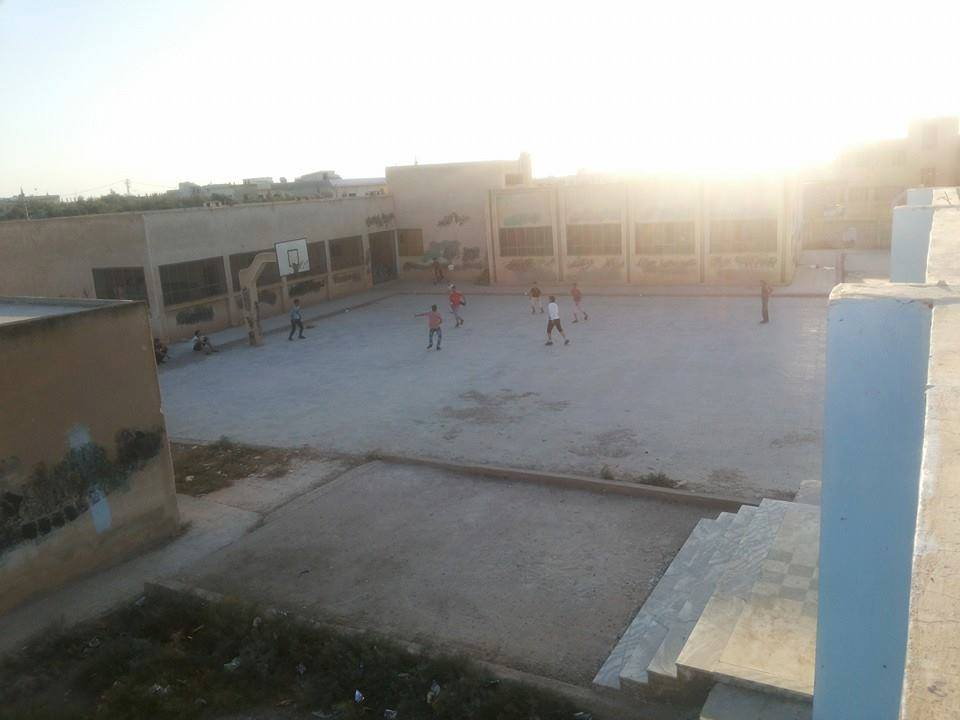
باحة مدرسة الشهيد حسن الفروان
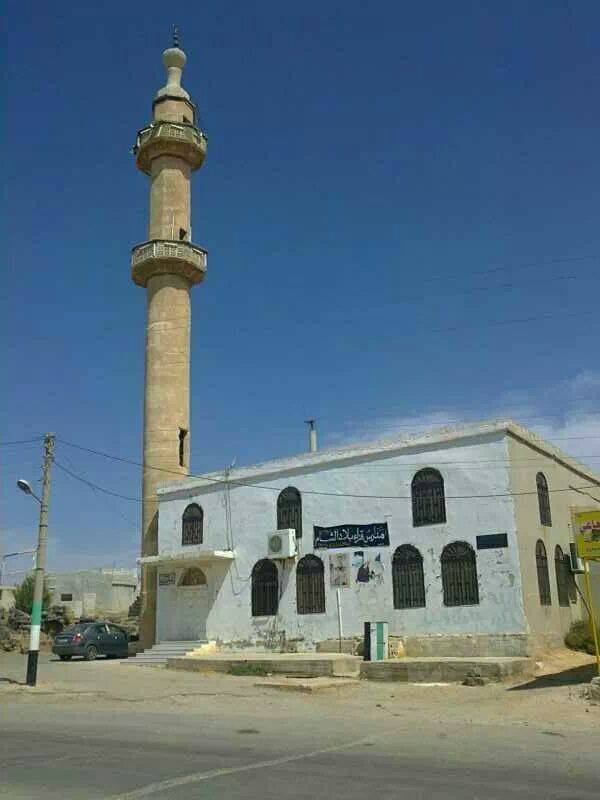
مسجد عثمان بن عفان
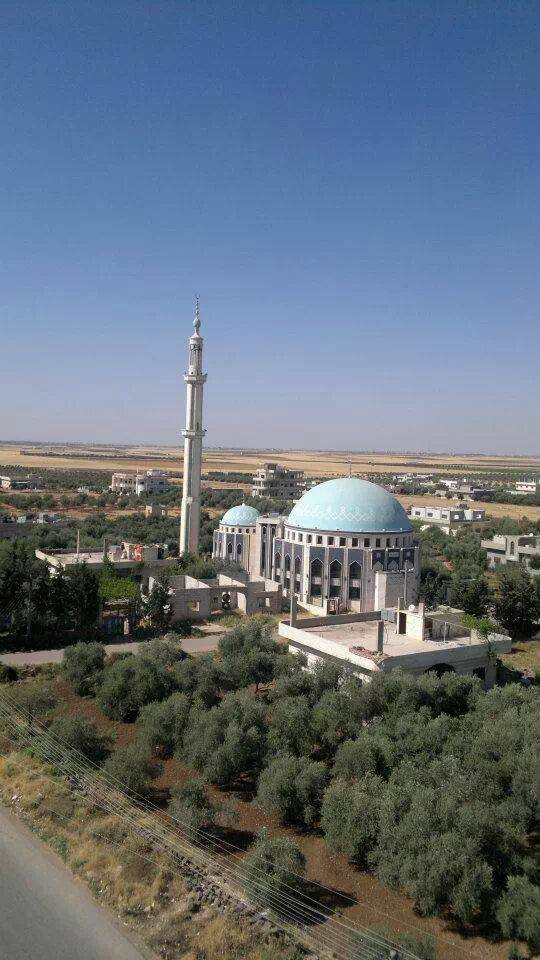
مسجد أسامة بن زيد